# حكومة رشيد كرامي الثانية
الحكومة اللبنانية الثامنة والعشرون بعد الاستقلال، والأولى بعهد الرئيس فؤاد شهاب، وهي ثاني حكومة يترأسها رشيد كرامي. شكلت الحكومة بموجب المرسوم رقم 3 بتاريخ 24 أيلول / سبتمبر 1958، ولم تمثل أمام المجلس النيابي لأخذ الثقة، إذ إنها استقالت بتاريخ 14 تشرين الأول / أكتوبر 1958.

## أعضاء الحكومة
- رشيد كرامي رئيساً لمجلس الوزراء ووزيراً للداخلية ووزيراً للدفاع الوطني.
- فريد طراد وزيراً للأشغال العامة ووزيراً للتصميم العام.
- شارل حلو وزيراً للاقتصاد الوطني ووزيراً للأنباء.
- فؤاد نجار وزيراً للبرق والبريد والهاتف ووزيراً للزراعة.
- محمد صفي الدين وزيراً للتربية الوطنية والفنون الجميلة ووزيراً للصحة العامة.
- فيليب تقلا وزيراً للخارجية والمغتربين.
- يوسف السودا وزيراً للشئون الاجتماعية ووزيراً للعدلية.
- رفيق نجا وزيراً للمالية.

## وصلات خارجية
- موقع رئاسة مجلس الوزراء الرسمي